# Simon Standage
Simon Standage   (High Wycombe, 8 de novembre de 1941) és un violinista i director d'orquestra anglès més conegut per tocar i dirigir músiques de l'època barroca i clàssica en instruments originals.

## Biografia i carrera
Va estudiar música al King's College de Cambridge, i després va passar quatre anys a lOrquestra de Cambra dels Països Baixos amb Szymon Goldberg. Va guanyar una beca Harkness per estudiar amb Ivan Galamian a la ciutat de Nova York del 1967 al 1969.
Després de debutar el 1972 al "Wigmore Hall", va esdevenir membre fundador amb Trevor Pinnock conjunt Concert L'Anglès d'instruments d'època. Va ser el primer violinista de The English Concert del 1972 al 1991. En aquest moment, va interpretar i enregistrar concerts per a violí de Bach (els concerts individuals i dobles, i els concerts de Brandenburg), Vivaldi (The op.3 complet l'estro armonico, op.4 la stravaganza i op.8 il cimento dell'armonia e dell'inventione, i Le quattro stagioni el celebrat segons temps), Haydn i altres. També va ser el primer violí concertino als concerti grossi d'Arcangelo Corelli, Haendel i altres. Durant aquest temps, va ser subdirector de lOrquestra de Cambra anglesa del 1974 al 1978 i va dirigir la Ciutat de Londres Sinfonia (el successor de l'Orquestra Richard Hickox) del 1980 al 1989.
El 1981 fou fundador del Salomon Quartet (amb Micaela Comberti, violí II, Trevor Jones, viola i Jennifer Ward Clarke, violoncel), un quartet de corda de concerts d'època especialitzat en el repertori clàssic, interpretant i enregistrant obres de Mozart, Haydn, i compositors menys coneguts.
Va tocar regularment amb l'Acadèmia de Música Antiga al llarg dels anys vuitanta, sovint com a primer violí, i va gravar l'op.9 la cetra d'Antonio Vivaldi i els concerts per a violí complets de Mozart. Més tard es va convertir en director associat de l'AAM del 1991 al 1995. El 1990, ell i Richard Hickox van fundar el grup "Collegium Musicum 90", un grup d'actuacions d'època que varia de mida, des de dos músics fins a orquestra completa i cor amb el qual compta va fer molts enregistraments tant com a director com a solista de violí, d'obres de Telemann, Vivaldi, Leclair, Marcello, Albinoni, Arne, Boyce i altres. També ha col·laborat regularment amb el "Collegium Musicum Telemann" d'Osaka i Haydn Sinfonietta a Viena. Toca al grup de cambra d'instruments d'època "The Music Collection" amb Susan Alexander-Max (fortepiano) i Jennifer Ward Clarke (violoncel).
Standage és professor de violí barroc a la Royal Academy of Music des de 1983, i va ensenyar violí barroc i direcció a l'"Akademie für Alte Musik Oberlausitz" de Görlitz des de 1993. També és president de la societat de música antiga, "Music by the Commons", amb seu a Wimbledon, al sud-oest de Londres.